# Joaquín Fernández de Portocarrero
Francisco Joaquín Fernández de Portocarrero y Mendoza (ur. 27 marca 1681 w Madrycie, zm. 22 czerwca 1760 w Rzymie) – hiszpański kardynał i polityk austriacki.

## Życiorys
Pierwotnie służył Hiszpanii, potem przeszedł na stronę Austrii. Był wicekrólem Sycylii w latach 1722-1728, a potem Neapolu z nadania cesarza Karola VI, od 31 lipca do 9 grudnia 1728 roku. W 1730 roku odebrał święcenia i znów zmienił obóz, tym razem na papieski. W latach 1746–1760 był hiszpańskim ambasadorem przy Watykanie.